# Lherzolita

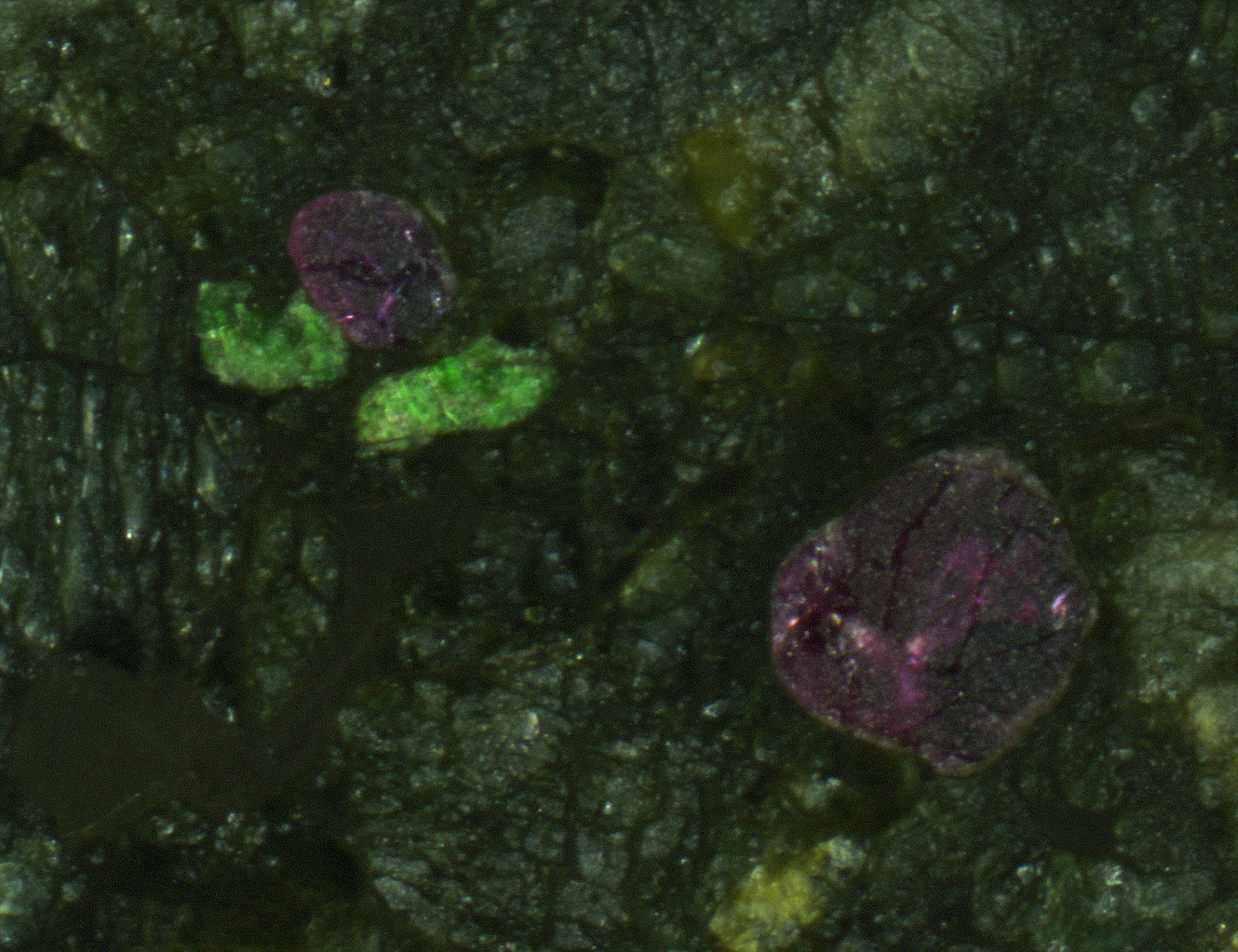
Lherzolita amb granat, un xenòlit d'una xemeneia kimberlítica; Kimberley (Sud-àfrica). Vermell violaci = pirop (granat). Verd lluent = diòpsid cròmic. Verd fosc = ortopiroxè. Verd oliva= olivina.

La lherzolita és una roca ígnia, ultramàfica que es troba dins el grup de la peridotita. Normalment és de gra groller amb continguts d'entre el 40 i el 90% d'olivina, amb quantitats rellevants d'ortopiroxè i en menor mesura de clinopiroxè cròmic. Alguns minerals accessoris que pot presentar són: espinel·la cròmica i alumínica i granat. A poca profunditat pot ser estable la plagiòclasi, però a grans profunditats es torna inestable i és reemplaçada per l'espinel·la.
La lherzolita rica en granat és el principal constituent del mantell superior terrestre. Les ofiolites són conegudes per trobar-se a les parts inferiors dels complexos d'ofiolites (tot i que la harzburgita és més abundant en aquest context); també es troba en massissos peridotítics alpins, en zones de fractura de dorsals oceàniques, en xenòlits en xemeneies de kimberlites i associades amb basalts alcalins. La fusió parcial de l'espinel·la és una de les fonts primàries de magma basàltic.
El nom prové del Massís de Lherz, un complex peridotític. La seva localitat tipus és a l'estany de Lers, a prop de Massat, al Pirineu d'Occitània.
En el massís de Lherz també s'hi troben harzburgita i dunita, així com capes d'espinel·la, piroxenita, piroxenita granàtica i hornblendita. Aquestes capes representen fosos parcials extrets de la peridotita durant una descompressió del mantell.
Alguns autors asseguren que el mantell inferior de la Lluna és format per lherzolita.